# Суттєво особлива точка

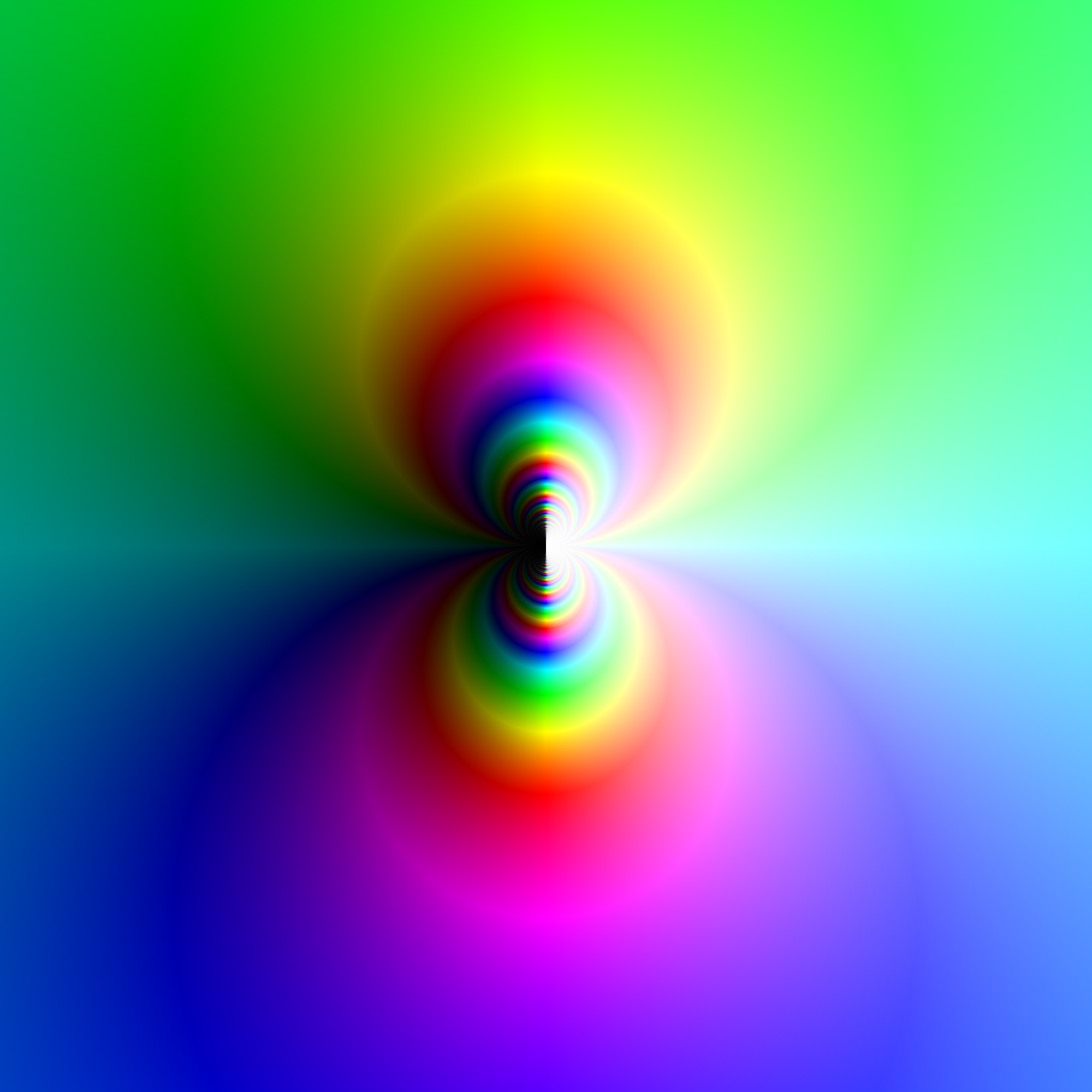
Графік функції exp(1/z), довкола суттєво особливої точки z=0. Колір показує комплексний аргумент, яскравість представляє абсолютну величину. Графік показує, як при наближенні до суттєво особливої точки з різних напрямків отримуємо різну поведінку (на відміну від полюсу, оточеного однорідно білим

Суттєво особливою точкою аналітичної функції називається ізольована особлива точка {\displaystyle z_{0}} комплексної площини, в якій не існує ані кінцевої, ані нескінченної границі при {\displaystyle z\to z_{0}} для функції, однозначної та аналітичної в деякому проколотому околі цієї точки. Приклади: точка z = 0 є суттєво особливою точкою для функцій {\displaystyle e^{\frac {1}{z}},z\sin {\frac {1}{z}},\cos {\frac {1}{z}}+\ln(1+z)} тощо. В околі суттєво особливої точки {\displaystyle z_{0}} функція {\displaystyle f(z)} може бути розкладена в ряд Лорана
{\displaystyle f(z)=\sum _{n=0}^{\infty }a_{n}(z-z_{0})^{n}+\sum _{n=1}^{\infty }b_{n}(z-z_{0})^{-n}},
причому серед коефіцієнтів головної частини {\displaystyle b_{1},b_{2},b_{3},...} нескінченно багато відмінних від нуля. Ця властивість часто використовується для визначення суттєво особливої точки.
Про поведінку функції в околі суттєво особливої точки дозволяє судити теорема Сохоцького — Вейєрштраса. Узагальненням цієї теореми служить велика теорема Пікара: у всякому околі суттєво особливої точки аналітична функція приймає будь-яке комплексне значення, крім, можливо, одного. Остання теорема, у свою чергу, має низку узагальнень і уточнень.
У деяких відділах теорії аналітичних функцій під суттєво особливою точкою розуміють також особливі точки складнішої природи.